# カマジョー
カマジョー（Kamajors、メンデ語で「狩人」という意味）は、シエラレオネのメンデ人によって構成された親政府派の民兵組織。

## 概要
シエラレオネ内戦に対応するためにシエラレオネ軍は急速な増員を行ったが、その影響か十分な訓練が行われず、質の低下が始まっていた。そのため一部の兵士達は略奪を行ったり敵対勢力である革命統一戦線(RUF)に物資を与えたりするなど、国民の正規軍への信頼は低下していた。
ゲリラと国軍の両方の脅威に晒された国民達は、部族ごとに伝統的な狩人の技術や文化様式を生かした自警組織を結成するようになる。メンデ人らによって構成されたカマジョーは最大勢力であり、宗教的な加入儀式を経て、戦闘中にも護符を縫い付けられた「ロンコ」という独特の衣装を身につけ、呪物を身に付けるなど特徴的な衣装で戦闘に参加した。

## 政府との関係
カマジョー達の中にはシエラレオネ軍と共に戦い、シエラレオネ軍兵士による犯罪から市民達を守る働きをする者もいた。
政府軍と協力していたカマジョーはシエラレオネ軍を支援していた民間軍事会社のエグゼクティブ・アウトカムズや後継となるサンドライン・インターナショナルから武器物資の補給や訓練を受けており、1998年にサンドライン社から大量の武器を供給されている。(この武器供給が後にイギリス国内では大きな問題となった)

## 統合
1997年頃からカマジョーは別の部族の自警軍(クランコ人の「タマボロ」、コノ人の「ドンソ」、テムネ人の「カプラ」。すべて各部族の言語で「狩人」という意味)らと統合し、市民防衛軍を自称するようになる。市民防衛軍の中で、カマジョーはその構成員の半数以上を占めていたと言われている。
その後、市民防衛軍はUNAMSIL主導の停戦活動によってRUFともども解体され、市民防衛軍の指導者の中にはサミュエル・ヒンガ・ノーマンのように同組織が子供を少年兵にしたり、反政府勢力を支援する一般市民を殺害したといった行為の責任からシエラレオネ特別法廷で裁かれる者もいた。一部の構成員達はリベリアに渡って反チャールズ・テーラー派勢力であるリベリア和解民主連合の結成・蜂起に携わるなどしている。